# Gaceta Médica Catalana
La Gaceta Médica Catalana, originàriament Gaceta Médica de Cataluña, va ser una revista de medicina escrita en llengua castellana i publicada entre el 1878 i el 1921 a Barcelona.
Fundada el 1878 amb el nom Gaceta Médica de Cataluña, va passar a anomenar-se Gaceta Médica Catalana el 1881 i va desaparèixer el 1921. Entre els seus directors hi va haver l'andalús Rafael Rodríguez Méndez (des de la fundació de la revista fins a la seva mort el 1919) i Lleó Formiguera i Soler.
En destaquen els col·laboradors següents: Guillermo Serra y Bennasar, Bartomeu Robert, Ramon Coll i Pujol, Enrique Alabern, Julio Altabás, Félix Antigüedad y Díez, N. Azcarreta, N. Bové y Piqué, Josep Brunet i Bellet, Francesc de Paula Campà i Porta, Narciso Carreras y Piñana, Josep Codina i Castellví, Lluís Comenge i Ferrer, Pere Esquerdo i el seu germà Álvar, Jaume Ferrán, Eduardo García Solá, Juan Heredia, Federico León, Andrés Martínez Vargas, Antonio Muñoz, Jaume Pi i Sunyer, Joan Ribas Perdigó, Antonio Rodríguez-Morini, Santiago Ramón y Cajal, Lluís Suñé o Ramon Turró, entre d'altres.
Rodríguez Méndez, catedràtic d'Higiene a la facultat de Medicina de la UB, impulsà el corrent higienista propi d'aquells anys. La revista fou la primera en fer arribar a la comunitat científica catalana la reproducció dels informes que Koch enviava a les autoritats alemanyes sobre el Vibrio cholerae i les seves implicacions infeccioses, juntament amb comentaris del seu director (1883-1884). També exposà i avaluà amb molta freqüència els treballs i les idees de Pasteur, absolutament innovadores i motiu de polèmica en aquells temps. Entre 1890 i 1891 publicà diversos articles sobre la tuberculina, les seves utilitats i les complicacions derivades de l'aplicació terapèutica de dit estret microbiològic. Durant anys, 'La Gaceta' fou l'òrgan d'expressió de la Reial Acadèmia de Medicina de Catalunya.
Entre 1885 i 1906 la revista edità com a secció especial un suplement anomenat Boletín de clínica y terapéutica. D'aquest període cal destacar els articles del pioner de la psiquiatria organicista Joan Giné i Partagàs i del neuròleg Lluís Barraquer i Roviralta.
Josep Antoni Barraquer i Roviralta donà a conèixer en aquesta publicació, sobretot durant els seus primers anys, nombrosos procediments mèdico-quirúrgics i casos clínics relacionats amb l'Oftalmologia.
Francesc Vidal i Careta, metge i compositor, publicà en ella la primera tesi doctoral sobre musicoteràpia (1882) de la que es té constància fins a la dècada de 1940.
L'any 1889, Cajal escrigué en forma de cas clínic un peculiar article sobre la hipnoanalgèsia, fonamentat en els procediments que va aplicar a la seva dona, considerat un dels primers estudis sobre l'ús d'aquest mètode en el part.